# IC 4482
IC 4482 ist eine Spiralgalaxie vom Hubble-Typ Scd? im Sternbild Bärenhüter am Nordsternhimmel. Sie ist rund 289 Millionen Lichtjahre von der Milchstraße entfernt.
Entdeckt wurde das Objekt am 10. Mai 1904 von Royal Harwood Frost.